# Scandicci
Scandicci je italská obec s 50 tisíci obyvateli v Metropolitním městě Florencie v oblasti Toskánsko. Leží kolem 6 km jihozápadně od Florencie na Arnu a jeho přítoku Greve. V jižní části se území obce dotýká říčka Pesa. Místní části jsou Badia a Settimo, Capannuccia, Casellina, Granatieri, Le Bagnese, Mosciano, Olmo, Pieve a Settimo, Rinaldi, San Colombano, San Martino alla Palma, San Michele a Torri, San Vincenzo a Torri, Santa Maria a Marciola, Scandicci Alto, Vingone a Viottolone.
Části Badia a Settimo a Mosciano obývali již Římané. Název Scandicci pravděpodobně pochází z latinského slova scandere (povstat, stoupat). Římské archeologické naleziště Molino San Vincenzo je také nedaleko. Skutečná historie obce Scandicci začíná územní reformou velkovévody Leopolda I. roku 1774, kdy spojil obce Casellina (dnes Settimo) a Torri (Pian de 'Cerri, San Vincenzo a Romola) pod názvem Casellina e Torri. V letech 1869/97 byla postavena radnice Palazzo Comunale, následovaná náměstími Piazza Piave (1876) a Piazza Matteotti (1879). Tok řeky Greve byl v roce 1929 změněn a vzniklo náměstí Piazza Marconi.

Anglický spisovatel D. H. Lawrence od roku 1926 vlastnil ve Scandicci vilu, ve které mj. napsal svůj poslední román Milenec lady Chatterleyové. 

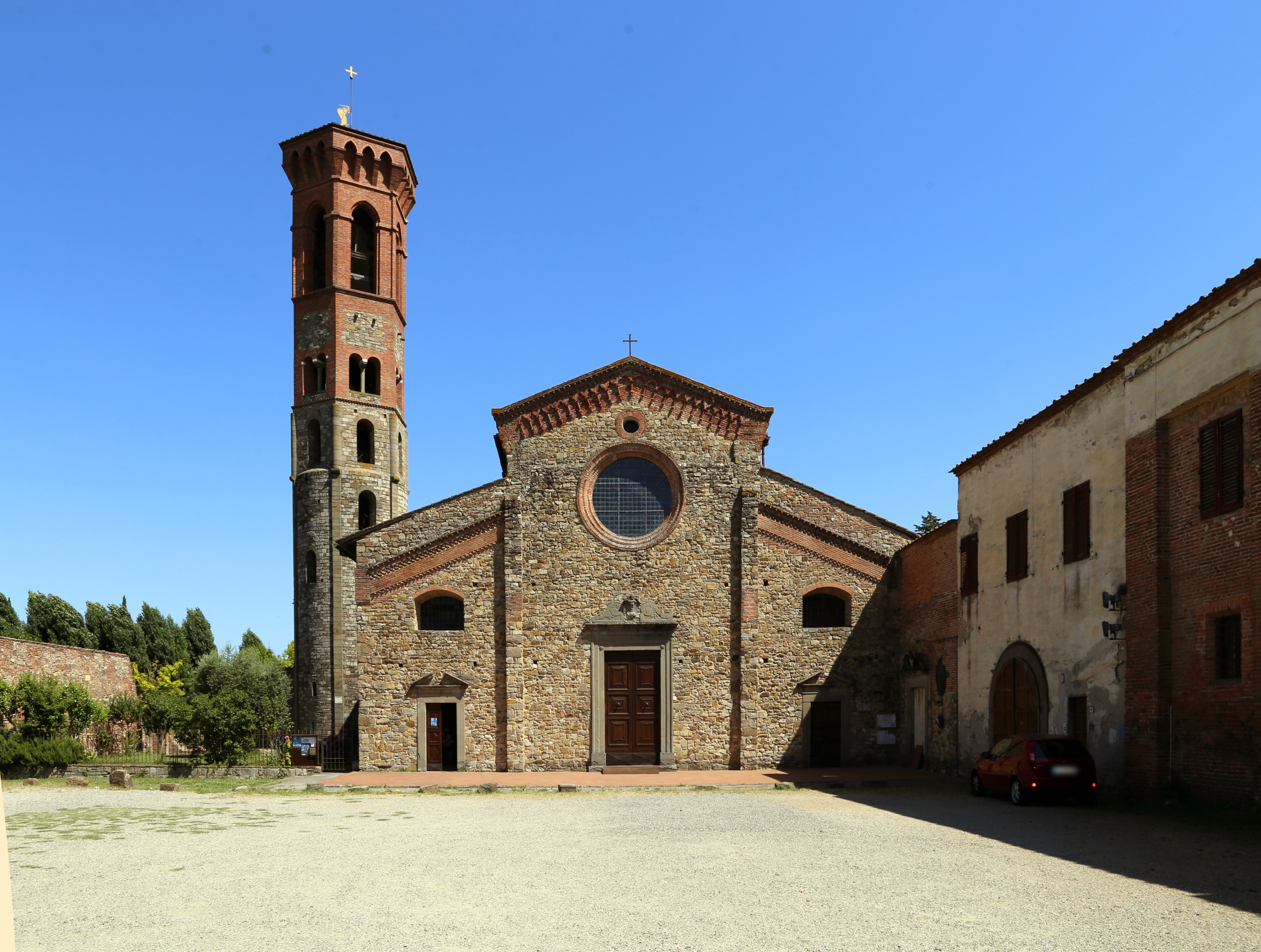
Klášter San Salvatore a Settimo

K pamětihodnostem patří klášter San Salvatore a Settimo a historická vila Villa Castel Pulci, dnes sídlo školy Scuola superiore della magistratura.